# Войтештій-дін-Вале
Войтештій-дін-Вале (рум. Voiteștii din Vale) — село у повіті Горж в Румунії. Адміністративний центр комуни Беленешть.
Село розташоване на відстані 223 км на захід від Бухареста, 12 км на північний схід від Тиргу-Жіу, 90 км на північ від Крайови.

## Населення
За даними перепису населення 2002 року у селі проживали 410 осіб, з них 409 осіб (99,8%) румунів. Усі жителі села рідною мовою назвали румунську.